# Felip de Bèlgica (comte de Flandes)
Felip de Bèlgica, comte de Flandes (Laeken 1837 - Brussel·les 1905). Príncep de Bèlgica amb el tractament d'altesa reial i príncep de Saxònia-Coburg Gotha i duc a Saxònia. Fou investit comte de Flandes.
Nat el dia 24 de març de 1837 al Palau Reial de Laeken als afores de Brussel·les, essent fill del rei Leopold I de Bèlgica i de la princesa Lluïsa d'Orleans. Era net per via paterna del duc Francesc Frederic de Saxònia-Coburg Saafeld i de la princesa Augusta de Reuss i per via materna era net del rei Lluís Felip I de França i de la princesa Maria Amèlia de Borbó-Dues Sicílies.
El 25 d'abril de 1867, després d'un frustrat intent de matrimoni amb la infanta Maria Isabel d'Espanya, es casà amb la princesa Maria de Hohenzollern-Sigmaringen a Berlín. Maria de Hohenzollern provenia d'una petita família principesca del sud d'Alemanya que havia renunciat a la sobirania del principat en favor dels reis de Prússia l'any 1849 amb qui estaven emparentats i s'havien instal·lat a Berlín. La parella s'establí a Brussel·les i tingueren cinc fills:
- SAR el príncep Balduí de Bèlgica, nat a Brussel·les el 1869 i mort a Brussel·les el 1891.

- SAR la princesa Enriqueta de Bèlgica, nada a Brussel·les el 1870 i morta a Sierre, al Valais, el 1948. Es casà amb el príncep Manuel d'Orleans, duc de Vendôme.

- SAR la princesa Josepa de Bèlgica, nada a Brussel·les el 1870 i morta el 1871.

- SAR la princesa Josepa de Bèlgica, nada a Brussel·les el 1872 i morta a Namur el 1958. Es casà amb el príncep Carles Antoni de Hohenzollern.

- SM el rei Albert I de Bèlgica, nat a Brussel·les el 1875 i mort a les Ardenes en un accident mentre practicava muntanyisme el 1934. Es casà amb la duquessa Elisabet de Baviera.

Després de la mort de l'únic fill mascle del rei Leopold II de Bèlgica, germà de Felip, Felip esdevingué el presumpte hereu al tron belga. Malgrat tot, Felip morí l'any 1905, quatre anys abans que el seu germà Leopold i en conseqüència fou el seu fill Albert qui heretà el tro de Bèlgica.
Jugà un rol polític molt menor en un període monopolitzat per la figura del rei Leopold II de Bèlgica i pels seus somnis colonials. Felip morí el 17 de novembre de 1905 al Palau Reial de Brussel·les.
.